# نادي تورناي
نادي ريال تورناي لكرة القدم (بالفرنسية: Royal Football Club Tournai)‏ نادي كرة قدم بلجيكي يلعب في دوري الدرجة الثانية . تم تأسيس النادي في سنة 1902 .